# União das Freguesias de Vilela, São Cosme e São Damião e Sá
Die União das Freguesias de Vilela, São Cosme e São Damião e Sá ist eine portugiesische Gemeinde (Freguesia) im Kreis (Concelho) Arcos de Valdevez im Nordwesten Portugals.

## Geschichte
Die Gemeinde entstand im Zuge der Gebietsreform vom 29. September 2013 durch die Zusammenlegung der ehemaligen Gemeinden Vilela, São Cosme e São Damião und Sá. São Cosme e São Damião wurde Sitz der neuen Verwaltung.

## Demographie
| Freguesia | Freguesia                           | Freguesia | Freguesia       | ehemalige Freguesias   | ehemalige Freguesias | ehemalige Freguesias | ehemalige Freguesias |
| --------- | ----------------------------------- | --------- | --------------- | ---------------------- | -------------------- | -------------------- | -------------------- |
| Wappen    | Freguesia                           | Einwohner | Fläche in (km²) | Wappen                 | Freguesia            | Einwohner            | Fläche in (km²)      |
|           | Vilela, São Cosme e São Damião e Sá | 476       | 8,95            |                        | Vilela               | 196                  | 3,27                 |
|           | Vilela, São Cosme e São Damião e Sá | 476       | 8,95            | São Cosme e São Damião | 190                  | 2,96                 |                      |
|           | Vilela, São Cosme e São Damião e Sá | 476       | 8,95            | Sá                     | 137                  | 2,72                 |                      |